# Bakal
Pour les articles homonymes, voir Bakkal.
Bakal (en russe : Бакал) est une ville de l'oblast de Tcheliabinsk, en Russie, dans le raïon de Satka. Sa population s'élevait à 20 489 habitants en 2013.

## Géographie
Bakal est située sur le versant occidental de l'Oural, à 264 km à l'ouest de Tcheliabinsk, sur la ligne de chemin de fer Tcheliabinsk – Oufa.

## Histoire
Bakal fut fondée en 1757 pour accueillir des serfs destinés à fournir la main-d'œuvre des nouvelles mines de fer appartenant à Ivan et Iakov Tverdychev (Иван et Яков Твердышевы) et Ivan Miasnikov (Иван Мясников).

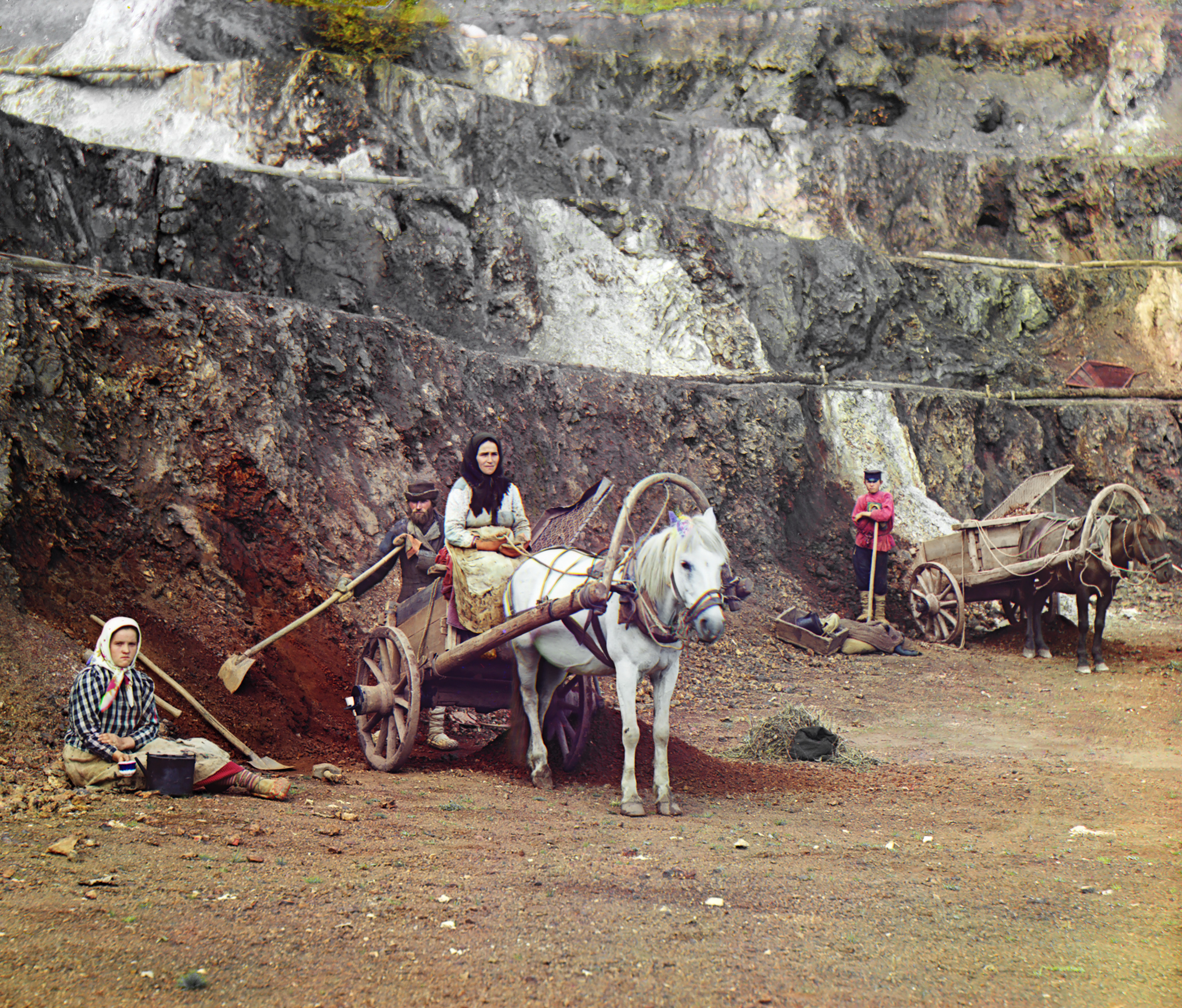
Travail dans les mines de Bakal en 1910, photo. de S. Prokoudine-Gorski.

Bakal accéda au statut de commune urbaine en 1928. De 1941 à 1943, un camp de travail du Goulag exista à Bakal. Il était connu sous le nom de Camp de travail correctif de Bakal (Bakal ITL), Bakallag (Бакаллаг) ou Bakalstroï (Бакалстрой), abréviation de « Construction de Bakal ». Le quartier général se trouvait à Tcheliabinsk. Les principales activités de ce camp du Goulag étaient la construction d'une usine sidérurgique et d'une cokerie, l'exploitation forestière et minière. Ce camp a compté jusqu'à 4 200 détenus. Par ailleurs, plus de 27 000 prisonniers allemands travaillaient au Bakalstroï en janvier 1942.
Bakal reçut le statut de ville le 25 octobre 1951.

## Population
Recensements (*) ou estimations de la population
| 1926* | 1931  | 1939* | 1959*  | 1970*  | 1979*  |
| ----- | ----- | ----- | ------ | ------ | ------ |
| 3 392 | 5 500 | 6 307 | 29 419 | 27 385 | 26 820 |

| 1989*  | 2002*  | 2010*  | 2012   | 2013   | - |
| ------ | ------ | ------ | ------ | ------ | - |
| 24 101 | 22 314 | 20 940 | 20 708 | 20 488 | - |

## Économie
La principale entreprise est la compagnie minière publique « Administration minière de Bakal » (ОАО Бакальское рудоуправление, en abrégé БРУ), qui fournit en minerai de fer le Combinat métallurgique de Magnitogorsk.